# Даву (бронепалубен крайцер)
 Тази статия е за крайцера.  За френския маршал вижте Луи Даву.  
„Даву“ (на френски: Davout) е бронепалубен крайцер от 3-ти ранг на Националните военноморски сили на Франция, родоначалник на френските бронепалубни крайцери с малка водоизместимост. По негов образец са построени значителен брой крайцери, доста близки по конструкция и силует. Това е първият френски крайцер без ветрилно стъкмяване. По-късна версия на „Даву“ става крайцерът „Суше“.

## Название
Наречен е в чест на маршала на Франция Луи Никола Даву, герой от Наполеоновите войни, който се прославя със своята победа над пруската армия в Ауерщедското сражение.

## Конструкция

### Корпус
Най-характерните черти на „Даву“ са огромния плугообразен таран, скосената кърма и силно извитите бордове, с цел да се осигури по-добър ъгъл за обстрел на артилерията. Крайцерът първоначално получава масивни мачти с марсове, които впоследствие са заменени с леки такива.

### Въоръжение
От шестте 164 mm оръдия две се намират в носовата част водят стрелба през амбразури, право по курса, останалите са разположени в спонсони, в централната част на крайцера.

### Брониране
Защитата на крайцера е от черупковидна (карапасна) бронирана палуба. Тя е над водолинията на 0,5 метра в централната част на кораба и се извива към бордовете до 1,16 метра под нивото на водата. Над палубата има кофердам, пълен с целулоза, широк 1,2 метра.

### Силова установка
Силовата установка е захранвана с пара от осем цилиндрични огнетръбни котли. Самите машини имат експериментални обърнати цилиндри.

## История на службата
„Даву“ е заложен през септември 1887 г. на стапелите на арсенала на ВМС в Тулон. На вода е спуснат през октомври 1889 г., а в строй влиза през 1891 г. В 1901 г. крайцерът преминава превъоръжение с оръдия нов модел, броя на торпедните апарати е съкратено до четири, а после на два. Изведен е от експлоатация през 1910 година.